# NGC 6118
NGC 6118 é uma galáxia espiral (Sc) localizada na direcção da constelação de Serpens. Possui uma declinação de -02° 17' 01" e uma ascensão recta de 16 horas, 21 minutos e 48,7 segundos.
A galáxia NGC 6118 foi descoberta em 14 de Abril de 1785 por William Herschel.